# NGC 6409
NGC 6409 је елиптична галаксија у сазвежђу Змај која се налази на NGC листи објеката дубоког неба.
Деклинација објекта је + 50° 45' 59" а ректасцензија 17h 36m 35,3s. Привидна величина (магнитуда) објекта NGC 6409 износи 13,8 а фотографска магнитуда 14,8. NGC 6409 је још познат и под ознакама CGCG 253-20, PGC 60565.